# Indywidualne Mistrzostwa Wielkiej Brytanii na Żużlu 1990
Indywidualne mistrzostwa Wielkiej Brytanii na żużlu – cykl turniejów żużlowych mających wyłonić najlepszych żużlowców brytyjskich w 1990 roku. Tytuł wywalczył Kelvin Tatum z Coventry Bees. 

## Finał
- 20 maja 1990 r. (niedziela),  Coventry

| Msc. | Zawodnik         | Klub                   | Pkt  |  |  |
| ---- | ---------------- | ---------------------- | ---- |  |  |
| 1    | Kelvin Tatum     | Coventry Bees          | 13   |  |  |
| 2    | Simon Cross      | Cradley Heath Heathens | 11+3 |  |  |
| 3    | Jeremy Doncaster | Ipswich Witches        | 11+2 |  |  |
| 4    | Gary Havelock    | Bradford Dukes         | 10   |  |  |
| 5    | Martin Dugard    |                        | 9    |  |  |
| 6    | Mark Loram       | King’s Lynn Stars      | 9    |  |  |
| 7    | Graham Jones     |                        | 7    |  |  |
| 8    | Simon Wigg       | Oxford Cheetahs        | 6    |  |  |
| 9    | John Davis       |                        | 6    |  |  |
| 10   | Richard Knight   |                        | 6    |  |  |
| 11   | Paul Thorp       | Bradford Dukes         | 6    |  |  |
| 12   | Les Collins      | Edinburgh Monarchs     | 5    |  |  |
| 13   | Andy Smith       | Belle Vue Aces         | 5    |  |  |
| 14   | Andrew Silver    |                        | 5    |  |  |
| 15   | Chris Louis      | Ipswich Witches        | 5    |  |  |
| 16   | Neil Collins     | Wolverhampton Wolves   | 5    |  |  |